# Xanthaciura aczeli
Xanthaciura aczeli es una especie de insecto del género Xanthaciura de la familia Tephritidae del orden Diptera.

## Historia
Foote la describió científicamente por primera vez en el año 1982.